# Meerut (distrikt)
Meerut (hindi: मेरठ ज़िला, urdu: میرٹھ ضلع) er et distrikt i den indiske delstat Uttar Pradesh. Distriktets hovedstad er Meerut.

## Demografi
Ved folketællingen i 2011 var der 3,447,405 indbyggere i distriktet, mod 2,997,361 i 2001. Den urbane befolkningen udgør 51,13 % af befolkningen.
Børn i alderen 0 til 6 år udgjorde 14,16 % i 2011 mod 17,28 % i 2001. Antallet af piger i den alder per tusinde drenge er 857 i 2011.